# Gal Fridman
Gal Fridman (en hebreo: גל פרידמן‎; Hadera, 16 de septiembre de 1975) es un deportista israelí que compitió en vela en la clase Mistral.
Participó en dos Juegos Olímpicos de Verano, obteniendo dos medallas, oro en Atenas 2004 y bronce en Atlanta 1996, ambas en la clase Mistral.
Ganó tres medallas en el Campeonato Mundial de Mistral entre los años 1996 y 2003, y cuatro medallas en el Campeonato Europeo de Mistral entre los años 1995 y 2002.

## Palmarés internacional
| \| Juegos Olímpicos \| Juegos Olímpicos \| Juegos Olímpicos \| Juegos Olímpicos \| \| Año \| Lugar \| Medalla \| Clase \| \| ------------------ \| ------------------------- \| ----------------- \| ---------------- \| \| 1996 \| Atlanta (Estados Unidos) \| Medalla de bronce \| Mistral \| \| 2004 \| Atenas (Grecia) \| Medalla de oro \| Mistral \| \| Campeonato Mundial \| \| \| \| \| Año \| Lugar \| Medalla \| Clase \| \| 1996 \| Haifa (Israel) \| Medalla de plata \| Mistral \| \| 2002 \| Pattaya (Tailandia) \| Medalla de oro \| Mistral \| \| 2003 \| Cádiz (España) \| Medalla de bronce \| Mistral \| \| Campeonato Europeo \| \| \| \| \| Año \| Lugar \| Medalla \| Clase \| \| 1995 \| Sandown (Reino Unido) \| Medalla de plata \| Mistral \| \| 1997 \| Murcia (España) \| Medalla de bronce \| Mistral \| \| 2001 \| Marsella (Francia) \| Medalla de bronce \| Mistral \| \| 2002 \| Neusiedl am See (Austria) \| Medalla de plata \| Mistral \| |                           |                   |         |
| Juegos Olímpicos |                           |                   |         |
| Año | Lugar                     | Medalla           | Clase   |
| 1996 | Atlanta (Estados Unidos)  | Medalla de bronce | Mistral |
| 2004 | Atenas (Grecia)           | Medalla de oro    | Mistral |
| Campeonato Mundial |                           |                   |         |
| Año | Lugar                     | Medalla           | Clase   |
| 1996 | Haifa (Israel)            | Medalla de plata  | Mistral |
| 2002 | Pattaya (Tailandia)       | Medalla de oro    | Mistral |
| 2003 | Cádiz (España)            | Medalla de bronce | Mistral |
| Campeonato Europeo |                           |                   |         |
| Año | Lugar                     | Medalla           | Clase   |
| 1995 | Sandown (Reino Unido)     | Medalla de plata  | Mistral |
| 1997 | Murcia (España)           | Medalla de bronce | Mistral |
| 2001 | Marsella (Francia)        | Medalla de bronce | Mistral |
| 2002 | Neusiedl am See (Austria) | Medalla de plata  | Mistral |